# Paeonia cambessedesii
Paeonia cambessedesii är en pionväxtart som först beskrevs av Heinrich Moritz Willkomm, och fick sitt nu gällande namn av Heinrich Moritz Willkomm. Paeonia cambessedesii ingår i släktet pioner, och familjen pionväxter. Inga underarter finns listade i Catalogue of Life.

## Bildgalleri

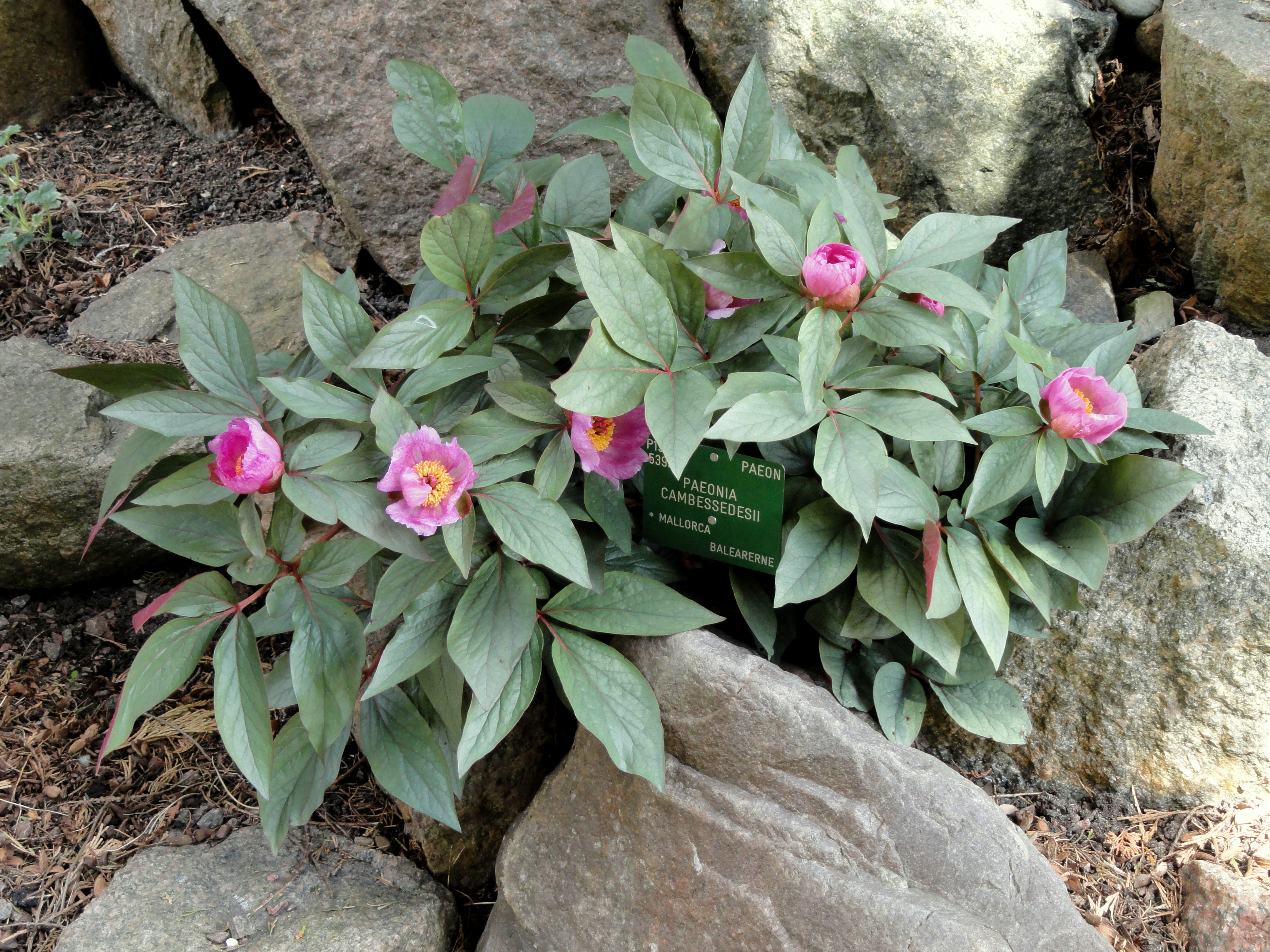
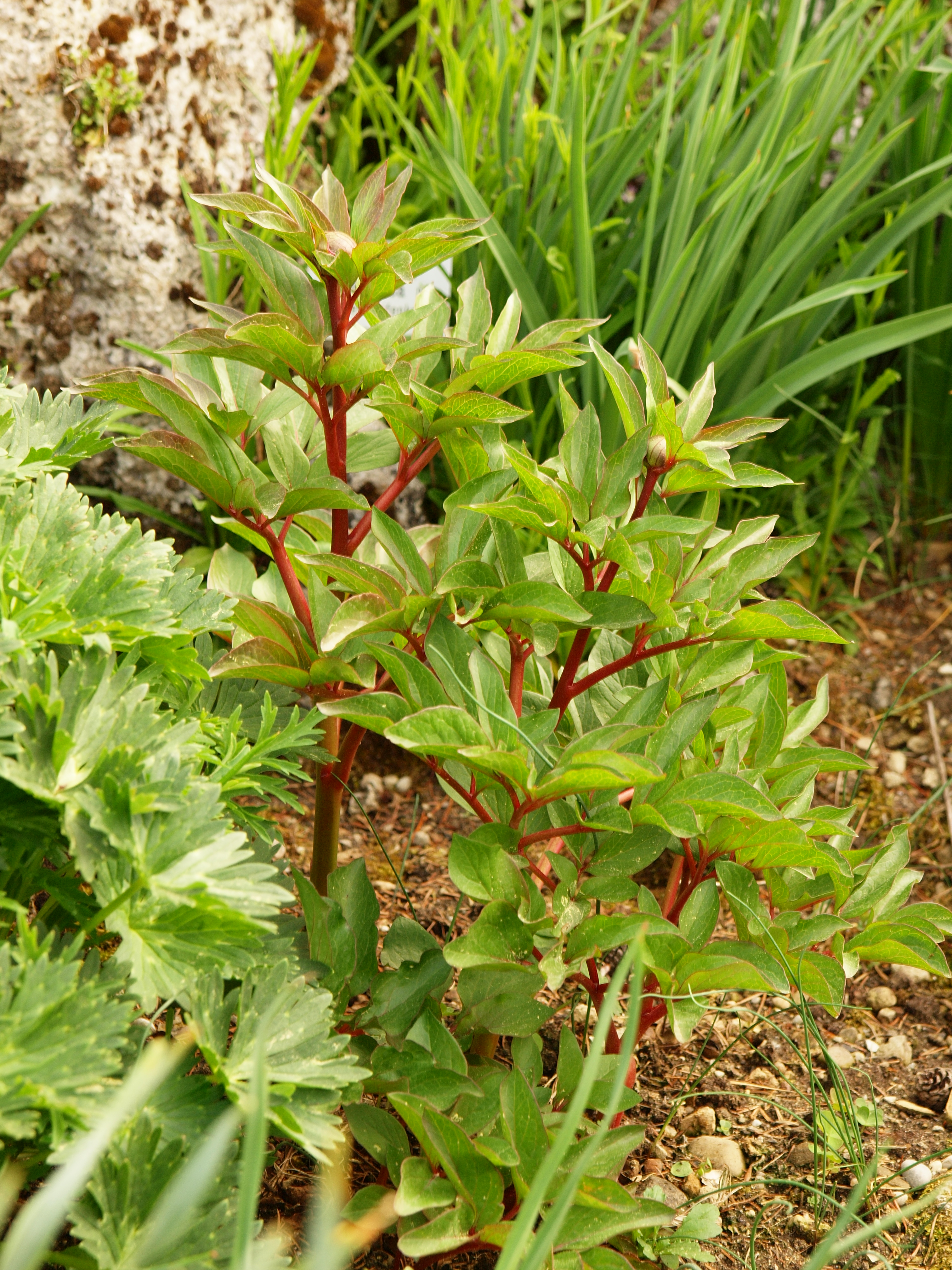